# Paradiddle
Paradiddle – wprawka grana na werblu. Należy do rudymentów.

## Charakterystyka
Jest to kombinacja uderzeń pojedynczych (P L) i podwójnych, przy czym uderzenia są podzielone na grupy. We wprawce tej grane są szesnastki i akcentuje się pierwszą nutę z każdej grupy.
Wyróżnia się następujące rodzaje paradiddle:
- pojedynczy,
- podwójny,
- potrójny,
- paradiddle-diddle.

Paradiddle jest techniką pomocną perkusiście w rozgrzewce, a także tworzeniu solo i przejść.